# Bataille de Trois-Rivières
Vous lisez un « bon article » labellisé en 2012.
Guerre d'indépendance des États-Unis
Batailles
La bataille de Trois-Rivières eut lieu le 8 juin 1776 lors de l'Invasion du Canada par les patriotes américains, une campagne militaire visant à inclure une 14e colonie à la révolution américaine. Il s'agit donc d'une bataille de la guerre d'indépendance des États-Unis, qui opposa les troupes britanniques du lieutenant-colonel Simon Fraser à une colonne de l'armée continentale américaine du brigadier-général William Thompson. Elle avait pour but, pour les Américains, de stopper l’avancée des Britanniques à la suite de la levée du siège de Québec au début du mois de mai 1776.
Grâce à une ruse d'un fermier local, Antoine Gauthier, les troupes britanniques furent averties des intentions des Américains et purent se préparer à leur venue, alors que ces derniers furent quant à eux retardés par le détour que leur fit faire Gauthier. À la suite de cette bataille, les Américains furent acculés à une retraite désorganisée qui permit entre autres la capture du brigadier-général Thompson. Les forces américaines, menées par le brigadier-général John Sullivan, et Arthur St. Clair, battirent en retraite vers le Fort Saint-Jean, puis vers le Fort Ticonderoga, ce qui mit fin à l'invasion.
Il s'agit de la dernière bataille de la guerre d'Indépendance à avoir eu lieu sur le sol québécois. Son site a été désigné en 1920 lieu historique national par la Commission des lieux et monuments historiques du Canada.

## Avant la bataille
Dès le début de la révolution américaine, les Treize colonies démontrèrent leur intérêt d'inclure la province de Québec comme 14e colonie. L'armée continentale, qui avait envahi le Québec en septembre 1775, avait subi une cuisante défaite lors de la bataille de Québec le 31 décembre 1775. À la suite de cet échec, Benedict Arnold et ses troupes assiégèrent la ville de Québec jusqu'en mai 1776.
À l'aube du 6 mai, trois navires de la Royal Navy arrivèrent au port de Québec. Les troupes britanniques furent immédiatement déployées dans la ville. Le général Guy Carleton regroupa les forces britanniques et il les dirigea vers le camp des assiégeants américains. Le général John Thomas, qui était alors responsable des forces américaines, préparait déjà la retraite des troupes, mais l'arrivée des Britanniques provoqua leur débandade. Thomas dut conduire une retraite désorganisée qui atteignit finalement Sorel le 18 mai.

### Forces britanniques à Trois-Rivières
Sept autres navires britanniques arrivèrent le 27 mai 1776. Parmi ces troupes fraîches, les mercenaires allemands du Brunswick-Lunebourg du major-général Friedrich Adolf Riedesel, sous les ordres du lieutenant-colonel Ernst Ludwig Wilhelm von Speth, et le 24th Regiment of Foot commandé par le lieutenant-colonel Simon Fraser furent envoyés en renfort le 27 et le 28 mai à Trois-Rivières, ville qui venait d'être évacuée par les rebelles américains.
Le 5 juin, le gouverneur Carleton nomma le major-général Riedesel à la tête d'un corps d'armée comprenant cinq régiments composés d'Allemands et d'Écossais, ainsi que 150 miliciens canadiens et de 300 Amérindiens. Cette force avait pour mission d'établir un campement près de celui des Américains à Sorel. Elle quitta Québec le 7 juin dans le but d'atteindre Sorel le 11.

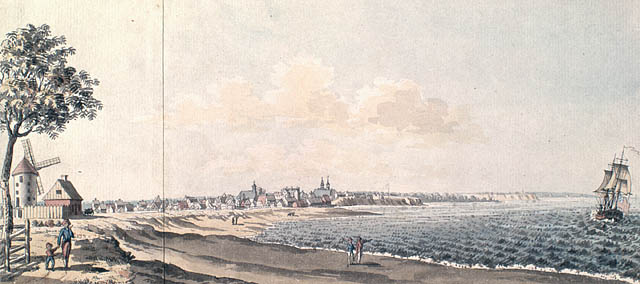
Vue de Trois-Rivières vers 1784.

### Préparation américaine
La retraite de Thomas avait été suscitée par la venue des trois premiers navires ne contenant qu'une centaine d'hommes, et le général américain ne pouvait donc pas se douter du nombre réel de soldats britanniques. Un conseil de guerre tenu à Sorel le 21 mai et auquel participèrent des représentants du Second Congrès continental décida de prendre position à Deschambault, entre Trois-Rivières et Québec. Cette décision, fondée sur des comptes-rendus incomplets et des rumeurs sur les forces de l'armée britannique, fut emportée par les représentants civils du Congrès. Le 21 mai, Thomas attrapa la variole, et il en mourut le 2 juin. Il fut brièvement remplacé par le brigadier-général William Thompson, qui remit le commandement au général John Sullivan quand ce dernier arriva avec des renforts provenant du Fort Ticonderoga.
À son arrivée le 5 juin, Sullivan était informé que Trois-Rivières était défendu par une garnison de seulement 350 soldats. Il envoya Thompson à la tête d'une armée de 1 800 hommes, comprenant entre autres le 1st Canadian Regiment de James Livingston. Cette colonne se rendit jusqu'à Saint-François-du-Lac où elle traversa le lac Saint-Pierre à bord de 20 embarcations et débarqua dans les environs de Machiche durant la nuit du 7 au 8 juin. Les Américains furent ensuite guidés jusqu'à Pointe-du-Lac par deux sympathisants, le capitaine de milice François Guillot dit Larose, et Pierre Dupaul.

## Bataille

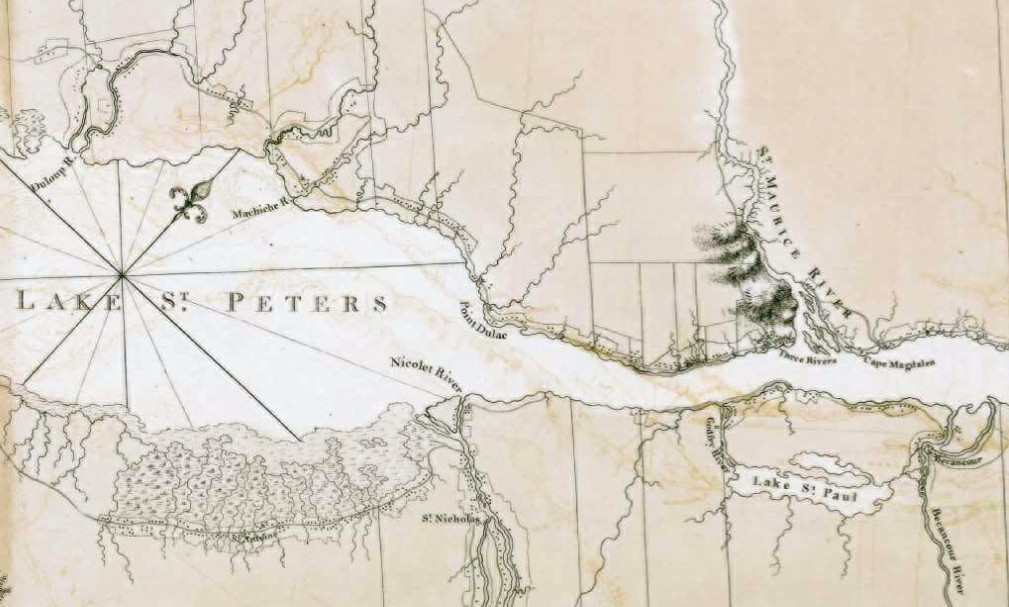
Carte de la région en 1781, où la bataille a eu lieu.

Une fois à Pointe-du-Lac, les Américains s'arrêtèrent chez un cultivateur, Antoine Gauthier, qui était le beau-frère de Dupaul. Ils forcèrent Gauthier (à moins que ce ne soient Larose et Dupaul qui l'aient forcé) à les guider durant la nuit jusqu'à Trois-Rivières. Gauthier fit mine d'être sympathisant de la cause américaine et leur recommanda d'attaquer la ville par l'arrière, soit le chemin Sainte-Marguerite, plutôt que le long du fleuve par le chemin du Roy. Autorisé à rentrer chez lui pour s'habiller plus chaudement, Gauthier demanda à sa femme Marie-Josephte Girard, d'aller prévenir le capitaine de la milice du village, Guay dit Landron, qui habitait à environ 1,6 km de là. Gauthier conduisit ensuite les Américains sur le chemin Sainte-Marguerite.
Le capitaine de milice de Pointe-du-Lac arriva à Trois-Rivières à 4 h et aussitôt le lieutenant-colonel Simon Fraser fit battre le rappel général. Il réussit à rassembler environ 1 100 combattants : des Britanniques, des mercenaires allemands et des miliciens canadiens,, qui se retranchèrent alors à la pointe du coteau Saint-Louis.
Une partie des troupes américaines, se doutant d'avoir été trompée par Gauthier, tenta de rejoindre le chemin du Roy à travers les champs, mais s'enfonça très vite dans des terres marécageuses desquelles elle parvint à sortir mais aussitôt surprise par les navires britanniques qui l'obligèrent à retourner se mettre à l'abri dans ces marécages. Prise de panique, la colonne américaine se disperse en petits groupes. Peu après 8 heures, le colonel Anthony Wayne et environ 200 hommes sortit victorieux d'une rencontre avec un détachement britannique. Au même moment, le capitaine de milice de Trois-Rivières, Joseph-Claude Boucher de Niverville, et douze miliciens surprirent Gauthier et sept ou huit éclaireurs américains et les firent prisonniers. Le reste des troupes du brigadier-général Thompson fut arrêté par la ligne de retranchement britannique, mais il n'hésita pas à attaquer. La bataille, qui se déroula sur la terre de Laframboise, dura environ deux heures selon le notaire Jean-Baptiste Badeaux.
Le général Beckwith (ou Nesbitt) trouva le point de débarquement des Américains et bloqua leur retraite avec les navires britanniques. Wayne finit par regrouper environ 800 hommes avec lesquels il tenta d’attaquer les positions britanniques, mais ils durent finalement se retrancher dans les bois. Wayne mena une retraite désorganisée pendant laquelle les compagnies se dispersèrent, la forêt leur permettant de dissimuler leur nombre réel.

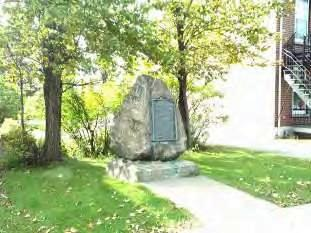
Lieu historique national de la bataille-de-Trois-Rivières.

Le général Carleton arriva sur les lieux du combat vers la fin de la bataille. Un détachement britannique mené par le major Grant avait alors le contrôle d'un pont sur la rivière du Loup, un important point à franchir pour la retraite des Américains sur la rive nord du Saint-Laurent. Carleton ordonna à Grant de battre en retraite, ce qui permit à la plupart des Américains de s'enfuir. Carleton voulait ainsi éviter d'avoir à gérer un grand nombre de prisonniers ou bien démoraliser encore plus les forces américaines,. Un nombre significatif d'Américains ne purent même pas se rendre jusque-là et furent capturés, y compris le général Thompson et dix-sept de ses officiers. Ce n'est que le 13 juin que les Britanniques capturèrent les derniers soldats. Au total, les Britanniques firent prisonniers 200 officiers, soldats américains et « mauvais sujets » canadiens. Brendan Morrissey estime qu'environ 30 Américains périrent dans la bataille. Howard Peckham parle quant à lui de 50 décès. Du côté britannique, le notaire Badeaux note dans son journal douze blessés et aucun mort, alors que Morissey dénombre plutôt huit morts et neuf blessés.

## Après la bataille
Des groupes dispersés de soldats américains réussirent à atteindre Berthier par la rive nord du lac Saint-Pierre où ils franchirent le fleuve vers Sorel. Certains ne purent retourner à Sorel que le 11 juin. Sullivan, qui avait sous ses ordres 2 500 hommes, voulut tout d'abord fortifier ses positions à Sorel, mais une épidémie de variole, les désertions et des rumeurs que les Britanniques se prépareraient à naviguer en amont du fleuve le convainquirent de battre en retraite. Le 17 juin, l'armée continentale avait quitté la province, mais entre-temps, elle avait tenté d'incendier Montréal, de détruire le Fort Saint-Jean et les bateaux ayant une valeur militaire sur le lac Champlain.
La grande majorité de la flotte britannique arriva à Trois-Rivières et remonta le fleuve jusqu'à Sorel, qu'elle atteignit le 14 juin au soir. Les Britanniques reprirent possession de Montréal le 17 juin. Ils arrivèrent également à temps au Fort Saint-Jean pour voir les dernières forces américaines quitter ses restes encore fumants (Benedict Arnold aurait été le dernier à quitter le fort).
Les prisonniers furent bien traités par Carleton. Bien que leurs conditions de détentions n'aient pas toujours été bonnes, Carleton s'assura qu'ils ne manquaient pas de vêtements et fit conduire tous les prisonniers, à l'exception des officiers, à New York, où ils furent relâchés.

## Lieu de la bataille

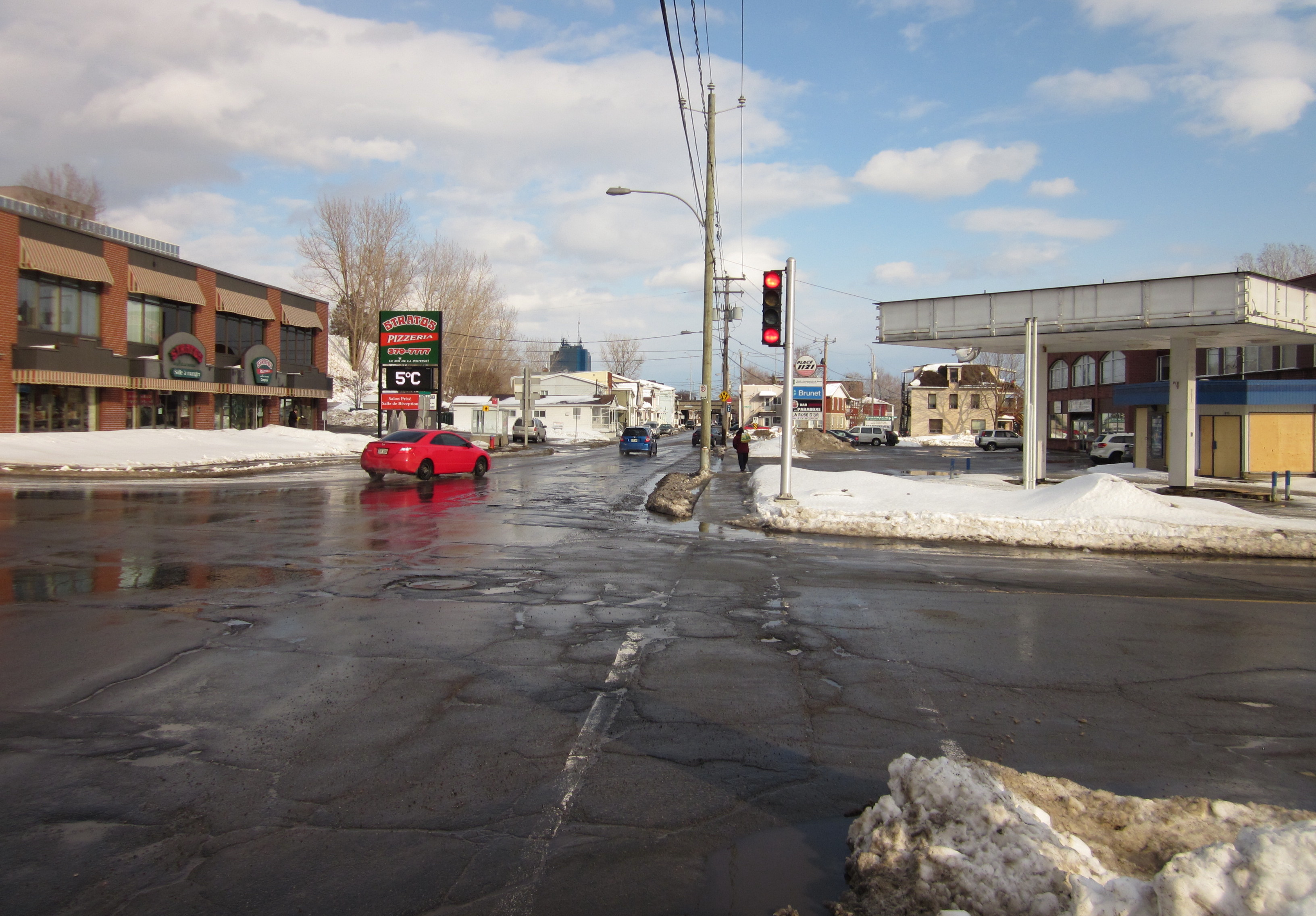
La rue Sainte-Marguerite vue de l'intersection de la côte Plouffe. Il s'agit de la localisation la plus probable du site de la bataille.

Le lieu exact de la bataille n'est pas certain, car rien ne permet de localiser avec exactitude la terre de Laframboise. Elle a vraisemblablement eu lieu sur l’actuelle rue Sainte-Marguerite, au pied du coteau Saint-Louis, entre la rue Bellefeuille où étaient positionnées les troupes britanniques et la côte Plouffe où furent surpris les Américains. Certaines sources situent plutôt la bataille sur le coteau même, ce qui est peu probable car il était boisé à l'époque et n'offrait pas suffisamment d'espace dégagé pour une bataille rangée,. Il est cependant tout à fait plausible que les Britanniques et les Allemands aient formé leurs positions au pied du coteau et les miliciens canadiens sur le coteau même en vue d'une bataille « à l'indienne ».

## Commémoration
Trois plaques commémoratives rappellent certains éléments de la bataille à Trois-Rivières. Le site de la bataille a été désigné lieu historique national par la Commission des lieux et monuments historiques du Canada le 30 janvier 1920 et une plaque y a été installée en 1923. Une plaque honorant les pertes américaines a été déposée dans le parc Champlain par les Filles de la Révolution américaine en 1985. Une troisième plaque rend hommage à Antoine Gauthier pour son rôle dans la déroute américaine. Deux toponymes de la ville ont été nommés en commémoration de la bataille : le parc Antoine-Gauthier et la rue des Bostonnais,,.
Durant l'occupation américaine de la ville en 1775-1776, les soldats américains blessés au combat furent soignés par les ursulines de Trois-Rivières. Le Congrès refusa le paiement de ces services et la communauté religieuse s'est retrouvée avec une dette de 26 £, montant qui est estimé, avec les intérêts, entre 10 et 20 millions de $CA, ou seulement 5 000 $CA en ne comptant que l'inflation,,. Le 4 juillet 2009, durant les festivités du 375e anniversaire de la ville, le consul-général américain David Fetter a symboliquement remboursé cette dette aux Ursulines en leur remettant 130 $CA.

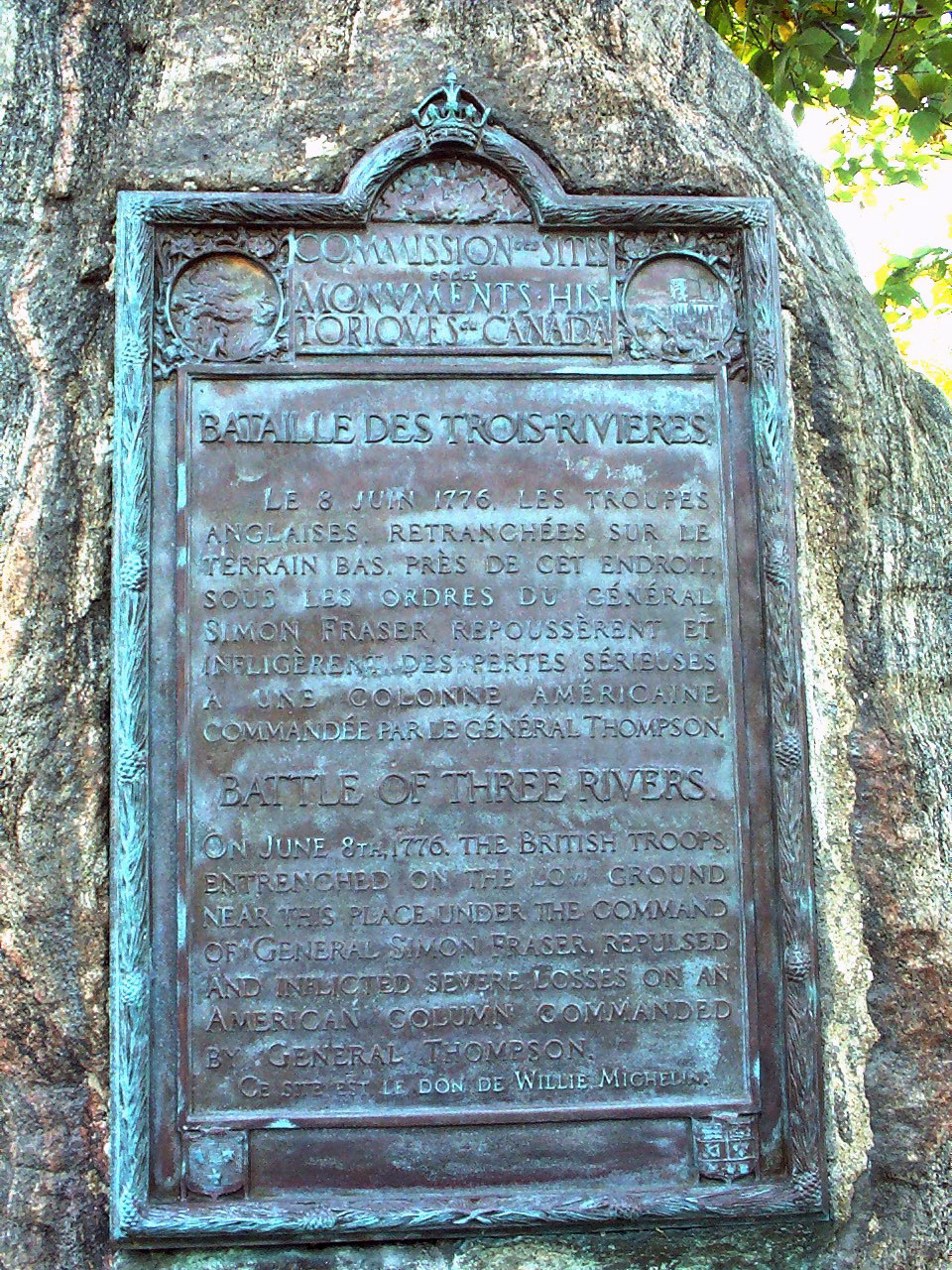
Plaque de la bataille de Trois-Rivières.
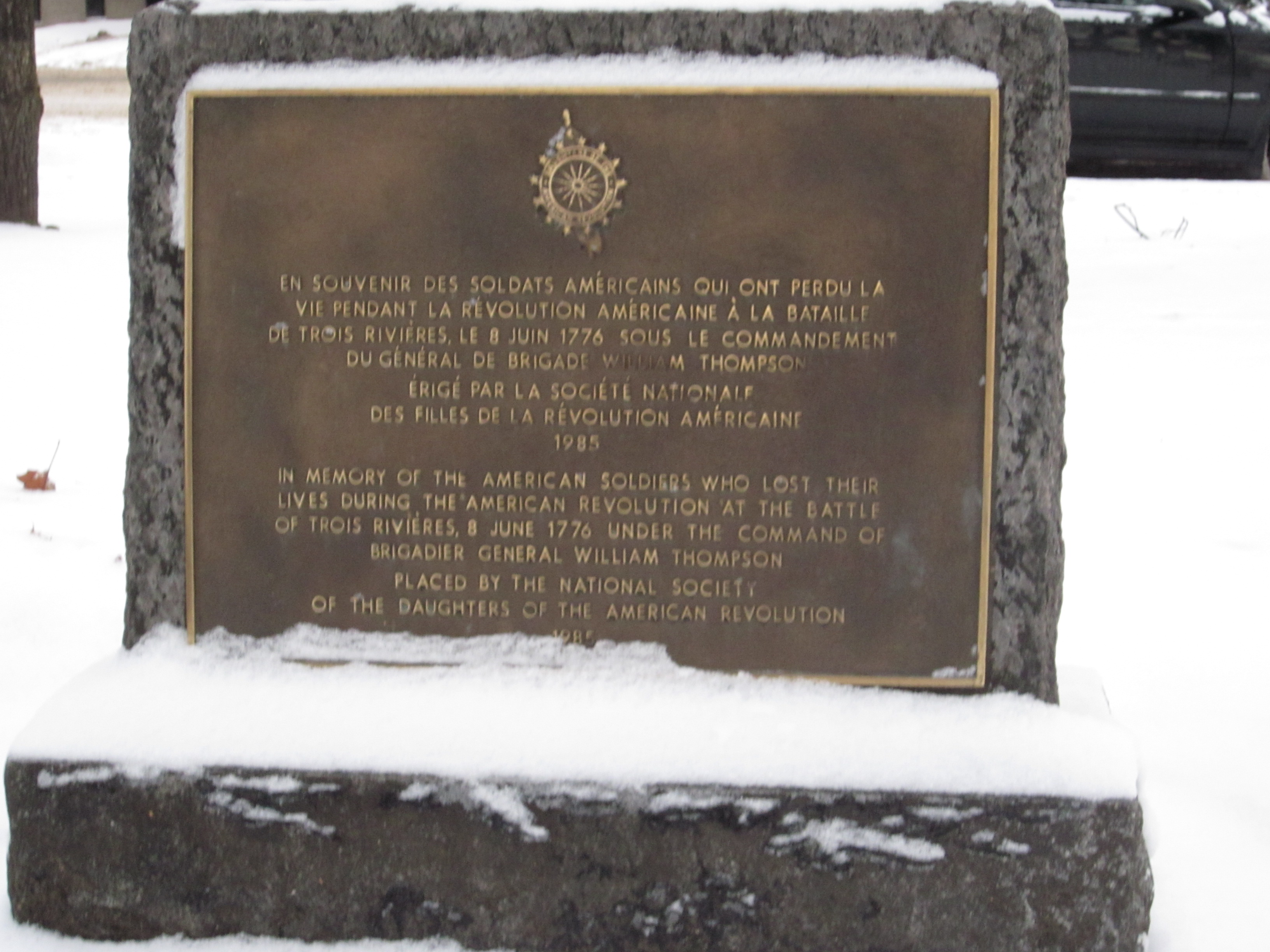
Plaque des filles de la Révolution américaine.
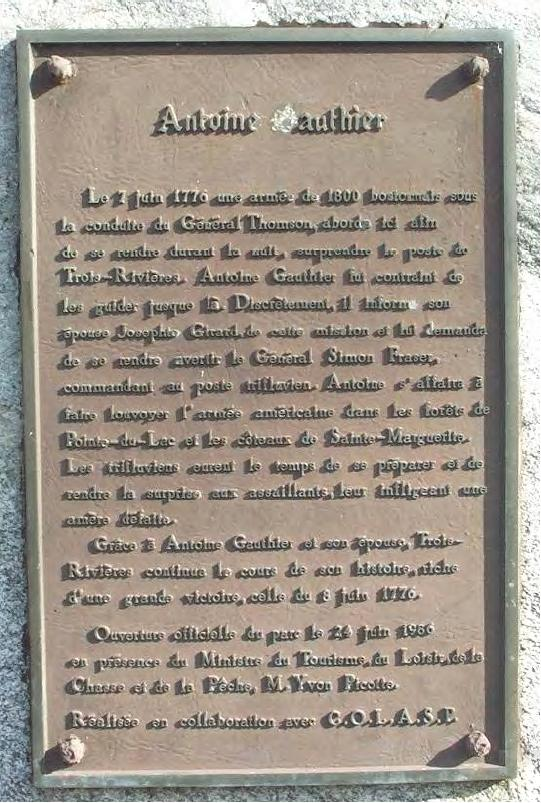
Plaque commémorant le rôle d'Antoine Gauthier dans la bataille.